# 고성오광대
고성오광대는 경상남도 일대에 분포된 오광대놀이 중의 하나로, 1970년 7월 국가무형문화재 제7호로 지정되어 있다.

## 고성오광대놀이의 가면
- 문둥이

마분지를 풀에 이겨서 만든다(현재 쓰고 있는 탈은 오동나무를 파서 채색한 것이다). 종이탈에도 신•구(新舊)가 있으며 구면은 바탕이 희나 신면은 검다. 문둥이를 나타내는 반점을 찍었고 눈•코•입이 뚫렸다. 높이 (신) 24cm•(구) 27cm, 너비 (신) 22cm•(구) 22cm이며, 놀이복색으로는 검은 벙거지를 쓰고 검은 더거리를 입고 손에 북채와 북을 든다.
- 원양반

청보양반이라고도 하며, 마분지와 흰 털로 만들었고 흰 색 얼굴에 흰 수염을 달았다. 높이 25cm, 너비 20cm이며, 놀이복색은 말관을 쓰고 중치막을 입었고 부채•지팡이를 들고 손수건을 가진다.
- 젓양반

마분지와 검은 털로 만들었는데 흰 얼굴에 검은 수염을 달았다. 높이 24cm, 너비 20cm이며, 놀이복색은 정자관을 쓰고 중치막을 입었으며 부채를 들었다.
- 젓광대

5개가 있는데 마분지로 만든다. 자줏빛 2개, 녹•백•흑색이 각각 한 개이다. 흑색 탈은 둘레에 흰 털을 둘렀다. 높이 24∼25cm, 너비 19∼22cm이며, 놀이복색은 관이나 탕건을 쓰고 두루마기를 입고 부채•지팡이를 들었다.
- 말뚝이

마분지와 거울 조각으로 만들었다. 붉은 바탕색 얼굴에 이마와 양 볼에 둥근 거울 조각을 달아 빛을 반사하게 만들었다. 높이 28cm, 너비 26cm이며, 놀이복색은 대나무 패랭이를 쓰고 검은 더거리에 채찍을 든다.
- 초랭이

마분지로 만들었는데 구면(舊面)은 붉은 바탕에 흰 반점을 찍었으나 신면은 황색 얼굴에 녹색과 홍색의 반점을 찍었다. 흔히 문둥이탈과 혼동한다. 높이 29cm, 너비 19cm이며, 놀이복색은 머리에 수건을 동여매고 더거리를 입는다.
- 중

2개가 있으며 마분지와 토끼털로 만들었다. 황색바탕의 얼굴과 자줏빛 바탕의 얼굴 등 둘이다. 눈썹은 털로 달았다. 높이는 황색 24cm, 자줏빛 23cm, 너비는 황색 20cm, 자줏빛 19cm, 놀이복색은 백지를 접어 만든 고깔에 장삼을 입는다.
- 소모

각시라고도 하며 2개가 있다. 마분지로 만들며 흰 얼굴에 머리는 검게 칠했다. 높이 23cm, 너비 18cm, 놀이 복색은 검은 전립을 쓰고 채색옷을 입는다.
- 비비양반

마분지로 만들었으며 흑갈색 바탕의 얼굴이다. 높이 24cm,너비 20cm, 놀이복색은 갓 쓰고 중치막을 입고 부채와 지팡이를 든다.
- 비비

영노라고도 하며, 마분지로 만들었는데 붉은 바탕에 흰 반점을 찍었다. 높이 19cm, 너비 18cm이며, 두루마기를 입고 대나무로 만든 비비(비－비－소리를 내는 일종의 호드기)를 가진다.
- 영감

마분지와 흰 털로 만들며 회색 바탕의 둘레에는 흰 털을 둘렀다. 높이 24cm, 너비 20cm이며, 놀이복색은 갓 쓰고 중치막을 입고 부채를 든다.
- 작은어미

제물집이라고도 하며 마분지로 만드는데 소모(각시)탈과 거의 같으며 함께 사용할 때도 많다. 높이 22.5cm, 너비 17cm이며, 놀이복색은 채색한 치마, 저고리에 비녀로 쪽을 지르고 술상을 들고 나온다.
- 큰어미

마분지로 만들며 얼굴 왼쪽은 녹색(혹은 백색), 오른쪽은 홍색으로 갈라서 채색하였고 입은 비뚤다. 높이 23cm, 너비 18cm이며, 놀이복색은 큰머리를 얹고 짧은 호동(장)저고리에 몽당치마를 입는다.

## 고성오광대의 기능보유자
연희자 중에 공이 컸던 사람으로는 이평언(李平彦), 김창준(金昌俊), 정창순(鄭昌順) 등이 있으며, 기능보유자는 다음과 같다.
- 조용배(趙鏞培, 1929년생, 중, 말뚝이)
- 허종복(許宗福, 1930년생, 말뚝이, 탈 제작)
- 박진학(朴鎭鶴, 1913년생, 접광대)
- 허판세(許板世, 1920년생, 양반)
- 허현도(許現道, 1921년생, 큰어미, 비비)
- 최규칠(崔圭七, 1904년생, 양반, 비비)
- 이금수(李今洙, 1919년생, 접광대, 악사)
- 이윤순(李允純, 1918년생, 악사)

## 참고자료
- 고성오광대 - 국가유산청 국가유산포털